# Župnija Razkrižje
Župnija Razkrižje je rimskokatoliška teritorialna župnija v okviru dekanije Ljutomer, sedaj del škofije Murska Sobota.

## Zgodovina
Čeprav je Razkrižje leta 1918 oz. leta 1919 postalo sestavni del Kraljevine Srbov, Hrvatov in Slovencev (kot del Dravske banovine) in takoj po drugi svetovni vojni, po osvoboditvi 7. maja 1945, bilo dodeljeno Sloveniji, je župnija Razkrižje, ustanovljena leta 1942, cerkvenoupravno še naprej spadala pod zagrebško nadškofijo.
Tedanji župnik Stjepan Slaviček, ki je na Razkrižje prišel leta 1952, je kar štiri desetletja vztrajal pri hrvaščini v vseh cerkvenih obredih in verouku. Vse od leta 1965 so župljani nadškofijo prosili za uvedbo slovenščine pri verskih obredih, kasneje so peticijo poslali tudi na tedanjo jugoslovansko škofovsko konferenco. Ker pri tem niso bili uslišani, so se v osemdesetih letih minulega stoletja obrnili še na Sveti sedež, vendar tudi to neuspešno. Zato so leta 1992 cerkev preprosto zaprli, ponovno k rešitvi pozvali pristojne slovenske in hrvaške cerkvene ter državne oblasti, z delegacijo obiskali Vatikan in končno dosegli svoje.
Leta 1994 je papež Janez Pavel II. z dekretom Svetega sedeža župnijo Razkrižje izvzel iz Nadškofije Zagreb in jo dodelil pod apostolsko upravo mariborskega škofa. Po skoraj treh desetletjih boja so na Razkrižje dobili slovenskega župnika in z njim slovensko bogoslužje. Od 7. aprila 2006 je župnija sestavni del novoustanovljene škofije Murska Sobota.

## Sakralni objekti
|    | slika                            | cerkev                                      | kraj / naselje | oznaka RKD/EŠD:                  |
| -- | -------------------------------- | ------------------------------------------- | -------------- | -------------------------------- |
| 1. |                                  | cerkev sv. Janeza Nepomuka župnijska cerkev | Razkrižje      | Register kulturne dediščine 1200 |
| 2. |                                  |                                             |                |                                  |
| 3. |                                  |                                             |                |                                  |
|    | Register kulturne dediščine 1200 |                                             |                |                                  |

## Razkriški župniki
| Ime in priimek      | Začetek delovanja | Konec delovanja |
| ------------------- | ----------------- | --------------- |
| Ivan Marekovič      | 1942              | 1945            |
| Stjepan Slaviček    | 1952              | 1994            |
| Marijan Rola        | 1994              | 2009            |
| Frančišek Horvat    | 2009              | 2011            |
| Franc Režonja msgr. | 2011              |                 |